# Viejas Arena
Die Viejas Arena (offiziell Viejas Arena at Aztec Bowl) ist eine Mehrzweckhalle auf dem Campus der San Diego State University in der US-amerikanischen Stadt San Diego im Bundesstaat Kalifornien. Sie ist die  Austragungsstätte der NCAA Division I-College-Basketball-Teams der Universität, den San Diego State Aztecs (Mountain West Conference), und bietet je nach Veranstaltung über 12.000 Menschen Platz. Neben Basketballspielen werden in der Arena auch Konzerte oder Vorträge gehalten.

## Geschichte
Mit dem Bau der Arena wurde 1995 begonnen und 1997 konnte sie eingeweiht werden und dient seither den Basketball-Teams der San Diego State Aztecs, wie sich die Sportmannschaften der Universität nennen, als Austragungsstätte der Basketballspiele. Die erste Partie trugen die Basketballmänner der Aztecs am 11. November 1997 gegen die BYU Cougars (59:73) aus. Die Arena wurde inmitten des 1936 eingeweihte Football-Stadions Aztec Bowl errichtet, vergleichbar mit der Red Bull Arena, die in das alte Zentralstadion hineingebaut wurde. Das Stadion, in dem im November 1966 zum letzten Mal ein Footballspiel stattfand, ist im National Register of Historic Places gelistet. Nach dem Bau hieß die Arena Cox Arena, benannt nach dem Fernsehunternehmen Cox Communications. Als der Vertrag 2009 auslief, erhielt die Arena ihren heutigen Namen, der sich von Viejas Band of Kumeyaay Indians ableitet, einer bundesstaatlich organisierten Völkerschaft der Kumeyaay-Indianer, die seit über 10.000 Jahren in den Gebieten in und um San Diego leben. Dieser Vertrag bringt der Universität in zehn Jahren sechs Millionen US-Dollar ein.
1998 wurde in der Arena das WCW-Turnier Bash at the Beach veranstaltet. 2001 und 2006 war die Arena Austragungsort der ersten beiden Runden der nationalen Basketball-Hochschulmeisterschaft NCAA Men’s Division I Basketball Championship. Das Turnier 2006 musste unterbrochen und evakuiert werden, als ein Sprengstoffspürhund Duftstoffe potenziell gefährlicher Substanzen witterte. Das Turnier konnte jedoch unbeschadet fortgesetzt werden. Im Oktober 2013 fand die TNA Wrestling-Veranstaltung Bound for Glory hier statt.
Darüber hinaus wird die Arena häufig als Konzertarena genutzt. So traten in den vergangenen Jahren Bands und Künstler wie Drake, Green Day, Lady Gaga, Linkin Park, Metallica, One Direction, Prince und Rise Against auf. Oftmals dient die Arena hierbei als Alternative zum wenige Kilometer entfernten Valley View Casino Center. Am 19. April 2012 hielt Tendzin Gyatsho, der 14. Dalai Lama, einen im Rahmen des Programms Compassion Without Borders einen Vortrag in der Arena.

## Galerie

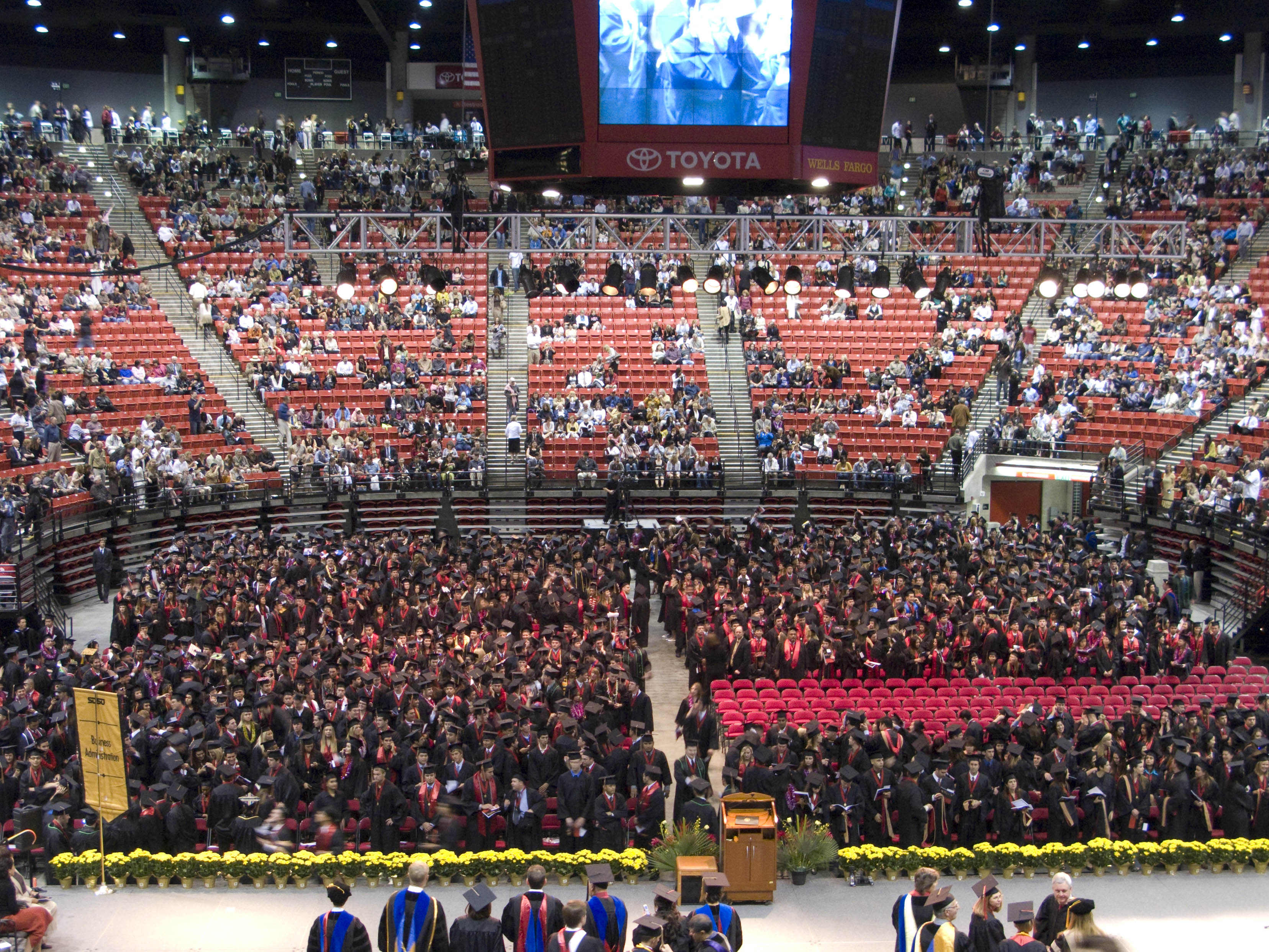
Graduierungsfeier im Mai 2008
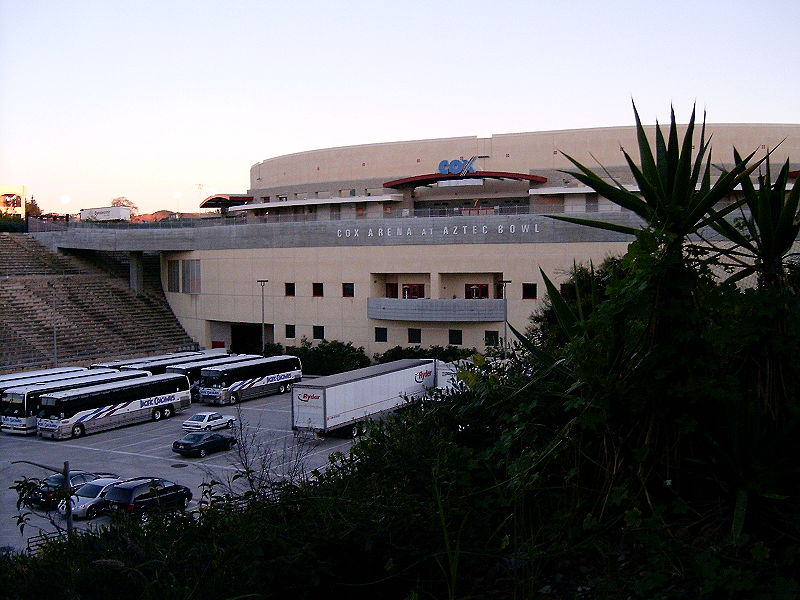
Auf der linken Seite sieht man Teile der Tribünen des Aztec Bowl (April 2013)
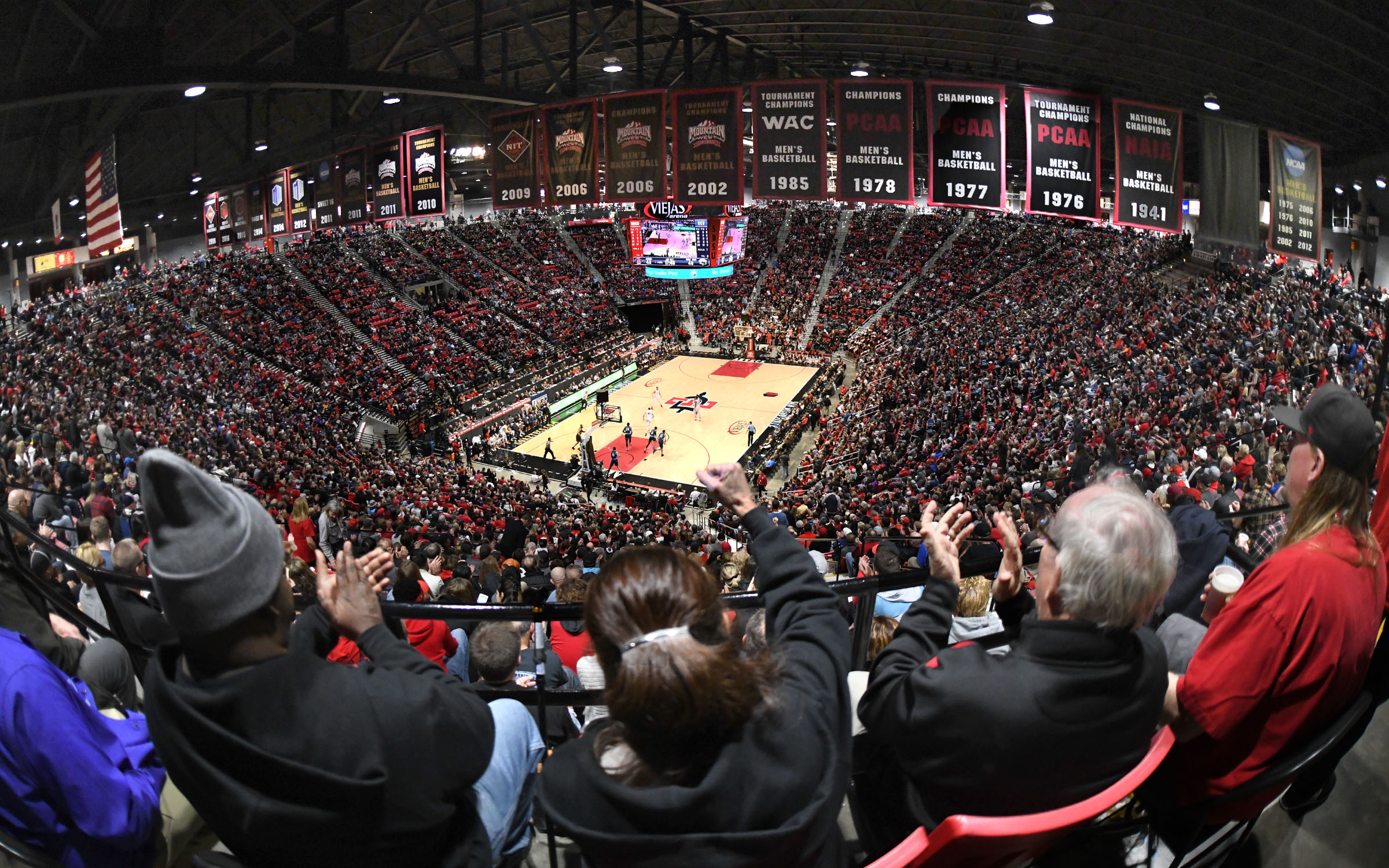
Der Innenraum der ausverkauften Viejas Arena (März 2018)